# NGC 7805
NGC 7805 је спирална галаксија у сазвежђу Пегаз која се налази на NGC листи објеката дубоког неба.
Деклинација објекта је + 31° 26' 1" а ректасцензија 0h 1m 26,7s. Привидна величина (магнитуда) објекта NGC 7805 износи 13,2 а фотографска магнитуда 14,2. NGC 7805 је још познат и под ознакама UGC 12908, MCG 5-1-24, CGCG 498-64, KCPG 602A, KUG 2358+311, ARP 112, VV 226, CGCG 499-36, MK 333, PGC 109.